# Estadio Antônio David Farina
Estadio Antônio David Farina es un estadio de fútbol ubicado en la ciudad de Veranópolis, en Río Grande del Sur, estado de Brasil. El estadio era del Esporte Clube Dalban. Con la unificación de Dalban con el Clube Atlético Veranense en 1992, se volvió el estadio oficial del club Veranópolis. Posee capacidad para 4.000 personas.